# (4728) Lyapidevskij
(4728) Lyapidevskij (1979 VG) – planetoida z pasa głównego asteroid okrążająca Słońce w ciągu 3,51 lat w średniej odległości 2,31 j.a. Odkryta 11 listopada 1979 roku.